# Anastasija Zagorujko
Anastasija Gennadievna Zagorujko, nata Romanova (in russo Анастасия Геннадиевна Загоруйко (Романова)?; Zavodoukovsk, 15 ottobre 1988), è un'ex biatleta russa.

## Biografia
Anastasija Zagorujko, attiva dalla stagione 2005-2006, ai Mondiali juniores di Ruhpolding 2008 ha vinto la medaglia di bronzo nella staffetta e a quelli di Canmore 2009 la medaglia d'argento nell'individuale e nella staffetta; in Coppa del Mondo ha esordito l'11 febbraio 2012 a Kontiolahti in sprint (44ª) e ha ottenuto l'unico podio il 24 gennaio 2016 a Anterselva in staffetta (3ª). Ai Mondiali di Oslo 2016, sua unica presenza iridata, si è classificata 25ª nell'individuale e 11ª nella staffetta; in Coppa del Mondo ha ottenuto il miglior risultato individuale il 17 marzo 2016 a Chanty-Mansijsk in sprint (18ª) e ha preso per l'ultima volta il via il 17 dicembre dello stesso anno a Nové Město na Moravě in inseguimento (46ª). Si è ritirata durante la stagione 2017-2018 e la sua ultima gara è stata l'inseguimento di IBU Cup disputato il 2 febbraio in Val Martello, vinto dalla Zagorujko; non ha preso parte a rassegne olimpiche.

## Palmarès

### Mondiali juniores
- 3 medaglie:
  - 2 argenti (individuale, staffetta a Canmore 2009)
  - 1 bronzo (staffetta a Ruhpolding 2008)

### Europei
- 6 medaglie:
  - 3 ori (individuale a Brezno-Osrbile 2012; individuale a Bansko 2013; staffetta mista a Tjumen' 2016)
  - 2 argenti (staffetta a Brezno-Osrbile 2012; staffetta mista a Val Ridanna 2018)
  - 1 bronzo (inseguimento a Brezno-Osrbile 2012)

### Coppa del Mondo
- Miglior piazzamento in classifica generale: 64ª nel 2016
- 1 podio (a squadre):
  - 1 terzo posto